# Криково
Кри́ково (рум. Cricova) — город в Молдавии в составе сектора Рышкановка муниципия Кишинёв.
Город получил известность благодаря комбинату игристых и марочных вин «Крикова» — единственному в Молдавии и одному из немногих на территории бывшего СССР предприятия, вырабатывающему игристые вина методом классической шампанизации.

## История
Самое древнее упоминание села, под названиями Вадул Петрей и Вэдень, относится к 1431 году. С давних времён здесь добывают строительный камень — котелец.
В образовавшихся штольнях расположились знаменитые Криковские подвалы, протянувшиеся на многие километры. Там хранятся более 100 коллекций вин из лучших сортов винограда, выращенного в центральной части Молдавии. Утверждается, что в криковских подвалах хранится вино из коллекции Германа Геринга, поступившее туда после окончания Великой Отечественной войны. Самый первый образец вина датируется 1902 годом, был произведён в Иерусалиме и называется Еврейским Пасхальным.

## Транспорт
Город связан со столицей автобусным маршрутом № 2.

## Галерея

Начало центральной улицы Кишинёвская.
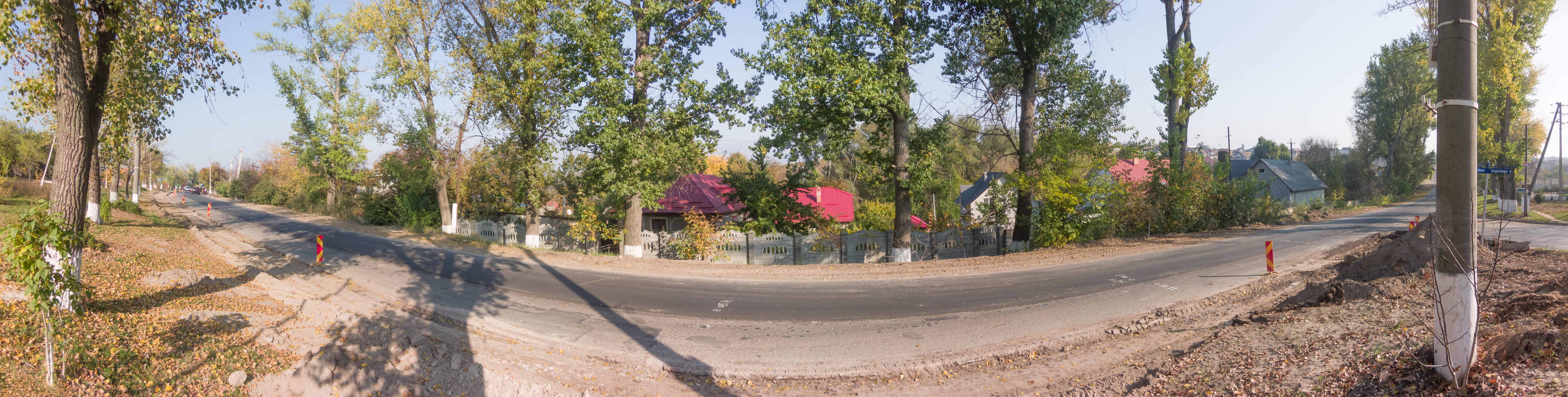
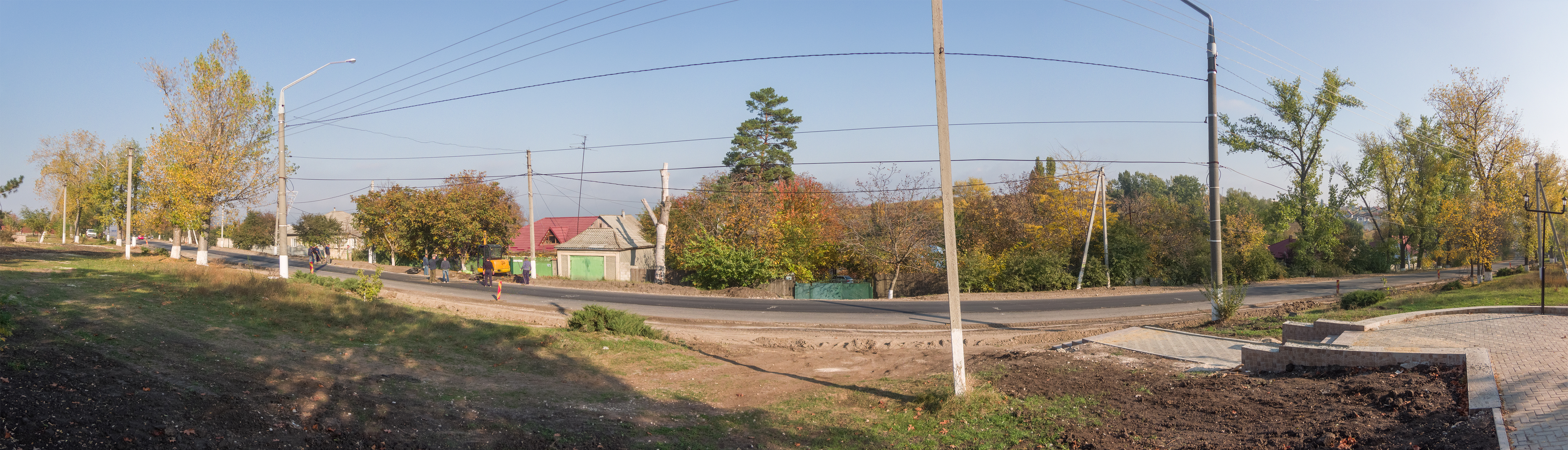